# 대한민국의 버스 회사 목록
이 목록은 대한민국의 버스 운송 회사 목록이다. 가나다 순으로 분류하고 도의 경우 면허등록지를 병기하였다.

## 시내·농어촌버스회사

### 서울특별시
- 경성여객
- 공항리무진
- 공항버스 (구 지성운수)
- 관악교통 (구 성진상운)
- 군포교통 (구 일광운수>태광교통>안남운수)
- 김포교통
- 남성버스 (구 동서교통>남성교통)
- 다모아자동차 (2004년 대개편 설립)
- 대성운수 (구 삼흥운수)
- 대원교통 (구 금성교통)
- 대원여객
- 대진여객 (구 동양교통)
- KAL리무진
- 대흥교통 (구 동진상운)
- 도선여객 (구 삼영교통, 서울여객 인수)
- 도원교통
- 동성교통
- 동아운수
- 동해운수 (구 한신운수)
- 메트로버스 (2004년 대개편 설립)
- 번창운수 (현 번창교통)
- 범일운수 (구 시흥교통>신도운수)
- 보광교통 (구 원효여객>한성교통>우신교통>S.M버스)
- 보성운수
- 보영운수
- 북부운수
- 삼성여객
- 삼양교통
- 삼화상운
- 상진운수 (구 삼미운수)
- 서부운수
- 서울교통네트웍 (2004년 대개편 설립)
- 서울매일버스 (구 안양교통)
- 서울버스 (구 상계운수)
- 서울공항리무진
- 서울승합
- 선일교통 (구 화계교통>미아운수)
- 선진운수
- 성원여객 (구 대성통운)
- 세풍운수
- 송파상운 (구 수도교통)
- 신길교통 (구 신길운수)
- 신수교통 (구 신성교통>서울운수)
- 신인운수
- 신촌교통
- 신흥운수 (구 신흥교통>신흥기업)
- 아진교통
- 양천운수 (구 화곡교통>풍양운수>오케이버스)
- 영신여객 (구 서울버스공사)
- 영인운수
- 보광운수 (구 용림교통)
- 우신버스 (구 동원여객>과천여객)
- 우신운수 (구 영진교통)
- 원버스 (구 봉원교통)
- 유성운수
- 정평운수
- 제일여객
- 중부운수
- 진아교통 (구 국성여객)
- 진화운수
- 태릉교통 (구 덕성여객)
- 태진운수
- 한국도심공항
- 한국비알티자동차 (2004년 대개편 설립)
- 한남여객운수 (당시 한남운수)
- 한서교통
- 한성여객
- 한성운수
- 허니문여행사
- 현대교통
- 흥안운수 (구 동남교통)

### 부산광역시
- 국제여객
- 금진여객
- 남부여객
- 대도운수
- 대진여객
- 동남여객
- 동원여객
- 동진여객
- 부산관광개발
- 부산여객
- 부일여객
- 삼성여객
- 삼신교통
- 삼진여객
- 삼화여객
- 성원여객
- 세익여객
- 세진여객
- 시민여객
- 신성여객
- 신한여객
- 산성교통
- 영신여객
- 오성여객
- 용화여객
- 유한여객
- 일광여객
- 일신여객
- 창성여객
- 태영공항리무진
- 태영버스
- 태진여객
- 학성여객
- 하버트란스
- 한창여객
- 해동여객
- 화신여객

### 인천광역시
- 강인교통
- 강인여객
- 강화교통
- 공영급행
- 대인교통
- 대한여객
- 도영운수
- 동화운수
- 마니교통
- 미래교통
- 부성여객
- 삼성여객
- 삼일여객
- 삼환교통
- 삼환여객
- 삼환운수
- 선진여객
- 성민버스
- 성원운수
- 세운교통
- 송도버스
- 수정관광화물
- 시영운수
- 신강교통
- 신동아교통
- 신화여객
- 신흥교통
- 영종운수
- 용현운수
- 원진운수
- 인강여객
- 인천교통공사
- 인천선진교통
- 인천제물포교통
- 정희운수
- 천지교통
- 청라교통
- 청룡교통
- 태양여객
- 해성운수

### 대구광역시
- 경북교통 (동구 동호동)
- 경상버스 (경산시 자인면 계림리)
- 경신교통 (달성군 다사읍 방천리종점)
- 관음교통 (동구 방촌동 둔산 · 부동방면)
- 광남자동차 (동구 봉무동 파군재삼거리)
- 군위교통 (군위군 본사는 군위군 군위읍 중앙길 12 (동부리) → 2022년 12월 10일:달성군 가창면 대일리 대일리공영차고지 이전 예정)
- 남도버스 (달서구 대곡동 대곡지구종점)
- 달구벌버스 (서구 이현동 구 · 갑을방직건너 → 2011년 4월 9일:동구 동호동 동호공영차고지종점)
- 대덕버스 (동구 동호동 동호공영차고지종점)
- 대명교통 (달서구 대천동 대천공영차고지)
- 대구교통 대구시내버스 업체 회사 신설
- 대일버스 (수성구 만촌2동 종점)
- 동명교통 (경상북도 칠곡군 동명면 금암3리 동명 NGV가스 충전소 종점)
- 삼천리버스 (경상북도 경산시 조영동 영남대 종점)
- 성보교통 (북구 검단동 가스 충전소 종점)
- 세왕교통 (수성구 파동 종점 → 2010년 4월 4일 : 달성군 가창면 삼산리 우록리 입구)
- 세운버스 (달서구 대천동 대천공영차고지)
- 세진교통 (경상북도 경산시 대평동)
- 세한여객 (서구 중리동 서대구공단 → 2010년 12월 23일:달성군 유가읍 유곡리공영차고지)
- 신일여객 (동구 괴전동)
- 신진자동차 (수성구 범물1동 종점)
- 신흥버스 (달서구 갈산동 성서공단종점)
- 영진교통 (달성군 가창면 삼산리 → 2008년 11월 24일 : 북구 동호동 칠곡차량기지사업소)
- 영양여객 (영양군)
- 우주교통 (달서구 월성1동 월배지구종점 → 2010년 9월:북구 관음공영차고지)
- 우진교통 (서구 이현동 기아자동차 정비소 근처 (서대구 나들목 방면) → 2014년 11월 달성군 하빈면 봉촌2리마을회관 인근)
- 우창여객 (경상북도 경산시 대평동)
- 의성여객 (의성군 본사는 경상북도 의성군 의성읍 행화길 35 )
- 청송버스 (청송군)
- 칠곡교통 대구시내버스 업체 회사 신설
- 한일운수 (경상북도 경산시 평산동)
- 현대교통 (수성구 범물1동 종점 → 2017년 4월 : 달성군 유가읍 유곡리공영차고지)

### 광주광역시
- 광주관광
- 대원시내버스
- 대진운수
- 대창운수
- 라정시내버스 (구 대광시내버스)
- 세영운수 (구 동양운수)
- 동화운수
- 삼아교통
- 을로운수 (구 삼양시내버스)
- 삼원운수 (구 천일버스)
- 현대교통

### 대전광역시
- 경익운수
- 계룡버스
- 금남교통
- 국민버스 (구 금성교통)
- 대전교통
- 대전버스 (구 동진여객)
- 대전비알티
- 대전승합 (구 충진교통)
- 대전운수 (구 한밭여객 > 선진여객)
- 동건운수
- 동인여객 (구 대흥교통 > 선진교통)
- 산호교통 (구 신일교통)
- 한일버스
- 협진운수

### 울산광역시
- 남성여객
- 대우여객
- 신도여객
- 세원여객
- 울산여객
- 유진버스
- 태화공항리무진
- 학성버스
- 한성교통

### 세종특별자치시
- 세종교통
- 세종도시교통공사

### 경기도
- 강화운수 (김포시)
- 경남여객 (용인시)
- 경기고속 (광주시, 여주시, 이천시)
- 경기버스 (남양주시) (구 선진상운)
- 경기상운 (하남시) (구 선진여객)
- 경기여객 (구리시)
- 경기운수 (남양주시) (구 유성운수)
- 경원여객 (안산시)
- 경진여객 (수원시, 화성시)
- 고양교통 (고양시)
- 금강고속 (양평군)
- 김포운수 (김포시)
- 남양여객 (수원시)
- 대명운수 (성남시)
- 대양운수 (동두천시, 연천군)
- 대원고속 (광주시)
- 대원버스 (성남시)
- 대원운수 (남양주시)
- 도원교통 (부천시)
- 명성 (고양시) (구 명성운수)
- 명진여객 (의정부시)
- 백성운수 (안성시)
- 보영운수 (안양시)
- 부일교통 (부천시)
- 부천버스 (부천시)
- 삼경운수 (수원시)
- 삼영운수 (안양시)
- 서울고속 (평택시)
- 선진버스 (김포시)
- 선진시내버스 (포천시)
- 성광운수 (부천시)
- 성남시내버스 (성남시)
- 성우운수 (수원시)
- 소신여객 (부천시)
- 수원여객 (수원시)
- 시흥교통 (시흥시)
- 신성교통 (파주시)
- 신성운수 (고양시)
- 신일여객 (파주시)
- 양주교통 (양주시)
- 연천교통 (연천군)
- 오산교통 (오산시)
- 용남고속 (수원시)
- 일산엠버스 (고양시)
- 정원운수 (부천시)
- 제부여객 (화성시) (구 삼성여객)
- 진명여객 (양주시)
- 가평교통 (가평군)
- 청우운수 (부천시)
- 태화상운 (안산시)
- 포천교통 (포천시)
- 포천상운 (포천시)
- 평안운수 (의정부시)
- 평택여객 (평택시)
- 화성운수 (화성시)
- 화성여객 (화성시)
- 화영운수 (광명시)
- 협진여객 (평택시)

### 강원특별자치도
- 강원여객 (동해시, 삼척시, 속초시, 양양군, 정선군)
- 금강고속 (홍천군)
- 춘천시민버스 (춘천시)
- 대한교통 (홍천군)
- 대한운수 (춘천시)
- 동신운수 (원주시, 횡성군)
- 동진버스 (강릉시)
- 동해상사고속 (강릉시, 동해시, 삼척시, 속초시, 양양군, 고성군)
- 영암고속 (삼척시, 정선군, 태백시)
- 영월교통 (영월군)
- 제일여객 (철원군)
- 태창운수 (원주시, 횡성군)
- 태흥운수 (화천군)
- 평창운수 (평창군)
- 현대교통 (홍천군)
- 현대운수 (양구군)
- 화성고속 (삼척시, 정선군, 태백시)

### 충청북도
- 단양버스 (단양군)
- 동양교통 (청주시)
- 동일버스 (영동군)
- 동일운수 (청주시)
- 삼화버스공사 (충주시)
- 신흥운수 (보은군)
- 아성교통관광 (괴산군, 증평군)
- 옥천버스 (옥천군)
- 우진교통 (청주시)
- 음성교통 (음성군)
- 제천교통 (제천시)
- 제천운수 (제천시)
- 진천여객 (진천군)
- 청신운수 (청주시)
- 청주교통 (청주시)
- 충주교통 (충주시)
- 한성운수 (청주시)

### 충청남도
- 경익버스 (계룡시)
- 공주교통 (공주시) (구 시민교통)
- 당진여객 (당진시)
- 대천여객 (보령시)
- 덕성여객 (논산시)
- 보성여객 (천안시)
- 부여여객 (부여군)
- 삼안여객 (천안시)
- 새천안교통 (천안시) (구 건창여객)
- 서령버스 (서산시)
- 서천여객 (서천군)
- 아산여객 (아산시)
- 예산교통 (예산군)
- 온양교통 (아산시)
- 청양교통 (청양군)
- 태안여객 (태안군)
- 한일교통 (금산군)
- 홍주여객 (홍성군)

### 전북특별자치도
- 광일여객 (익산시)
- 군산여객 (군산시)
- 남원여객 (남원시)
- 대한고속 (정읍시, 고창군)
- 무진장여객 (무주군, 진안군, 장수군)
- 부안스마일교통 (부안군)
- 새만금교통 (부안군)
- 성진여객 (전주시)
- 시민여객 (전주시)
- 신흥여객 (익산시)
- 안전여객 (김제시)
- 우성여객 (군산시)
- 익산여객 (익산시)
- 임순여객 (임실군, 순창군)
- 전일여객 (전주시)
- 제일여객 (전주시)
- 호남고속 (전주시)

### 전라남도
- 강진교통 (강진군)
- 고금여객 (완도군)
- 고흥여객 (고흥군)
- 곡성교통 (곡성군)
- 광신여객 (나주시)
- 광양교통 (광양시)
- 광우고속 (순천시, 여수시)
- 구례여객 (구례군)
- 금일여객 (완도군)
- 나주교통 (나주시)
- 낭주교통 (영암군)
- 노화교통 (완도군)
- 담양운수 (담양군)
- 대흥여객 (고흥군)
- 동광고속 (담양군)
- 동신교통 (순천시)
- 동양교통 (여수시)
- 무안교통 (무안군)
- 보길여객 (완도군)
- 보성교통 (보성군)
- 소안여객 (완도군)
- 순천교통 (순천시)
- 신안군공영버스 (신안군)
- 신안여객 (신안군)
- 신완도교통 (완도군)
- 신지여객 (완도군)
- 여수여객 (여수시)
- 여천여객 (여수시)
- 영광교통 (영광군)
- 영암교통 (영암군)
- 오동운수 (여수시)
- 옥주여객 (진도군)
- 완도교통 (완도군)
- 유진운수 (목포시)
- 장성교통 (장성군)
- 장성군민운수 (장성군)
- 장흥교통 (장흥군)
- 조도여객 (진도군)
- 진도여객 (진도군)
- 청산여객 (완도군)
- 태원여객 (목포시)
- 함평교통 (함평군)
- 함평군민교통 (함평군)
- 해남교통 (해남군)
- 화순교통 (화순군)

### 경상북도
- 경산버스 (경산시)
- 경안여객 (안동시)
- 경일교통 (성주군, 칠곡군)
- 경일여객 (고령군)
- 경일여행 (고령군)
- 구미버스 (구미시)
- 김천버스 (김천시)
- 동춘여객 (안동시)
- 문경여객 (문경시)
- 상주여객 (상주시)
- 안동버스 (안동시)
- 영주여객 (영주시)
- 영천교통 (영천시)
- 영천여객 (영천시)
- 예천여객 (예천군)
- 일선교통 (구미시)
- 코리아와이드대화 (경산시)
- 코리아와이드포항 (포항시)
- 새천년미소 (경주시)
- 청도버스 (청도군)
- 무릉교통 (울릉군)
- 울진여객 (울진군)
- 영덕버스 (영덕군)

### 경상남도
- 가야IBS (김해시)
- 거창고속 (사천시)
- 동일고속 (함안군)
- 고성군내버스 (고성군)
- 고성버스 (고성군)
- 김해BUS (김해시)
- 대운교통 (창원시)
- 대중교통 (창원시)
- 대한여객 (진주시)
- 동부교통 (김해시)
- 동아여객 (창원시)
- 동양교통 (창원시)
- 마창여객 (창원시)
- 마인버스 (창원시)
- 밀양공영버스 (밀양시)
- 밀양교통 (밀양시)
- 부산교통 (진주시)
- 산청교통 (산청군)
- 삼성교통 (진주시)
- 삼포교통 (사천시)
- 삼화여객 (거제시)
- 서흥여객 (합천군, 거창군)
- 세원여객 (양산시)
- 세일교통 (거제시)
- 신양여객 (창원시)
- 신흥여객 (통영시, 창원시)
- 영신버스 (창녕군)
- 영화여객 (진주시)
- 제일교통 (창원시)
- 진주시민버스 (진주시)
- 진해공영버스 (창원시)
- 진해여객 (창원시)
- 창원버스 (창원시)
- 통영교통 (통영시)
- 함양지리산고속 (함양군)

### 제주특별자치도
- 제주시 공영버스
- 동서교통
- 서귀포시 공영버스
- 삼영교통

## 고속버스회사
전국고속버스운송사업조합에 가입한 회사
- 금호고속
- 동부고속
- 동양고속
- 삼화고속
- 금호속리산고속
- 중앙고속
- 천일고속
- 한일고속
- 대원고속
- 충남고속
- 코리아와이드경북

## 시외버스회사

### 경기도
- 경기고속 (광주시, 여주시, 이천시)
- 경기공항리무진버스 (수원시)
- 경남여객 (용인시)
- 경일여객 (용인시)
- 금강고속 (양평군)
- 대원고속 (광주시)
- 대화관광 (구리시)
- 동부고속 (용인시)
- 동양고속 (안양시)
- 삼화고속 (수원시)
- 선진고속 (안산시)
- 용남고속버스라인 (수원시)
- 중앙고속 (화성시)
- 한일고속 (수원시)

### 강원특별자치도
- 강원고속 (춘천시)
- 강원여객, 강원흥업 (강릉시)
- 금강고속 (홍천군)
- 대한교통 (홍천군)
- 동부고속 (강릉시)
- 동해상사고속 (강릉시)
- 영암고속 (태백시)
- 화성고속 (태백시)

### 충청북도
- 경일여객 (진천군)
- 서울고속 (청주시)
- 새서울고속 (청주시)
- 금호속리산고속 (청주시)
- 친선고속 (충주시)
- 충북리무진 (청주시)
- 코리아와이드대성 (청주시)

### 충청남도
- 금남고속 (논산시, 부여군)
- 삼흥고속 (공주시)
- 중부고속 (금산군)
- 충남고속 (예산군)
- 한양고속 (서산시, 아산시)

### 전북특별자치도
- 대한고속 (전주시)
- 대한리무진 (전주시)
- 안전여객 (김제시)
- 전북고속 (전주시)
- 전주고속 (전주시)
- 호남고속 (전주시)

### 전라남도
- 금호고속 (나주시, 화순군)
- 광신고속 (나주시, 장성군)
- 광우고속 (화순군)
- 동광고속 (담양군)
- 동방고속 (고흥군)
- 오동운수 (여수시)

### 경상북도
- 경산버스 (경산시)
- 경일교통 (성주군, 칠곡군)
- 구미공항 (구미시)
- 금아고속관광(경주시)
- 금아리무진(포항시, 실제 소재지는 대구광역시 동구)
- 금아여행(포항시, 실제 소재지는 대구광역시 동구)
- 아성고속,천마고속(포항시, 경주시, 실제 소재지는 대구광역시 동구)
- 청도버스 (청도군)
- 코리아와이드경북 (칠곡군, 구미시, 실제 소재지는 대구광역시 서구)
- 코리아와이드진안 (김천시, 상주시, 실제 소재지는 대구광역시 서구)

### 경상남도
- 거창고속 (거창군)
- 거제현대고속 (거제시)
- 경남고속 (양산시)
- 경원여객 (진주시)
- 경전고속 (진주시)
- 고려고속 (거창군)
- 김해여객 (김해시)
- 남흥여객 (남해군)
- 대한여객 (진주시)
- 동아여객 (창원시)
- 밀성여객 (밀양시)
- 부산교통 (진주시)
- 태영고속 (창원시)
- 세인공항 (창원시)
- 세원여객 (양산시)
- 신흥여객 (창원시, 통영시)
- 영화여객 (진주시)
- 동일고속 (함안군)
- 천일여객 (창원시, 밀양시)
- 푸른교통 (양산시)
- 해운대고속 (창원시)
- 함양지리산고속 (함양군)
- 삼포교통 (사천시)

### 제주특별자치도
- 극동여객
- 금남여객
- 동진여객
- 삼영교통
- 삼화여객
- 제주여객